# Río Jimenoa
El río Jimenoa es un afluente del río Yaque del Norte. Sus aguas son utilizadas para producir energía en una Hidroeléctrica ubicada a 11 km de Jarabacoa y tiene un caudal medio de 3.5 m³/s en Hato Viejo.

## Afluentes
- Río Baiguate
- Río Las palmas

- Datos: Q16627237
- Multimedia: Jimenoa river, Jarabacoa / Q16627237